# Radiotelevisão Caboverdiana
A Radiotelevisão Cabo-verdiana (RTC) foi fundada em Maio de 1997 sob proposta do então ministro da Comunicação Social, José António dos Reis. Nasceu da fusão das extintas Rádio Nacional de Cabo Verde (RNCV) e Televisão Nacional de Cabo Verde (TNCV).
A RTC é o segundo maior grupo de comunicação social em Cabo Verde, sendo detentora de um canal de televisão (TCV) e de uma rádio (RCV). Tem a sua sede na cidade da Praia, delegações em São Vicente, Sal, São Filipe, Porto Novo e Santa Catarina. A sua rádio tem correspondentes nos vinte e dois municípios do país. É o maior empregador da média em Cabo Verde.

## Parcerias e acordos
- Acordo de cooperação com a Rádio e Televisão de Portugal (RTP), 2001;
- Protocolo de cooperação com a Televisão Pública de Angola (TPA), 2002;
- Acordo de cooperação com a televisão cubana Cubavisión, 2003;
- Acordo de execução com a Agência Austríaca de Desenvolvimento, 2005;
- Acordo de cooperação com a Rádio Moçambique, 2005;
- Protocolo de acordo de difusão de programas da sociedade TV5Monde, 2006;
- Convenção de parceria com Canal França Internacional (CFI), 2006;
- Protocolo de cooperação com a Rádio Comunitária para o Desenvolvimento da Mulher, AMI-PAUL, 2006;
- Protocolo de cooperação com a Rádio Comunitária “Voz Santa Cruz”, 2006;
- Protocolo de cooperação com a Rádio Atlântico FM de Roterdão, Países Baixos, 2006;
- Protocolo de cooperação institucional com a Universidade Jean Piaget de Cabo Verde, 2006;
- Protocolo com o Instituto Português de Apoio ao Desenvolvimento (IPAD) e a Rádio e Televisão de Portugal (RTP), 2006;
- Protocolo de cooperação com a Televisão Independente, SA (TVI), 2007;
- Protocolo de cooperação com a Rádio Comunitária Voz de Ponta d’Água, 2007.[carece de fontes?]